# Clintamraceae
Clintamraceae es una familia de hongos tizón en el orden Ustilaginales. La familia es monotípica, conteniendo un solo género Clintamra y una especie Clintamra nolinae.